# Aedena
Aedena est une maison d'édition créée en 1984 par Mœbius, Jean Annestay, Gérard Bouysse et Laurent Girault-Conti. Elle se consacre à l'édition à tirage limité des œuvres de Moebius.